# Культура Момояма

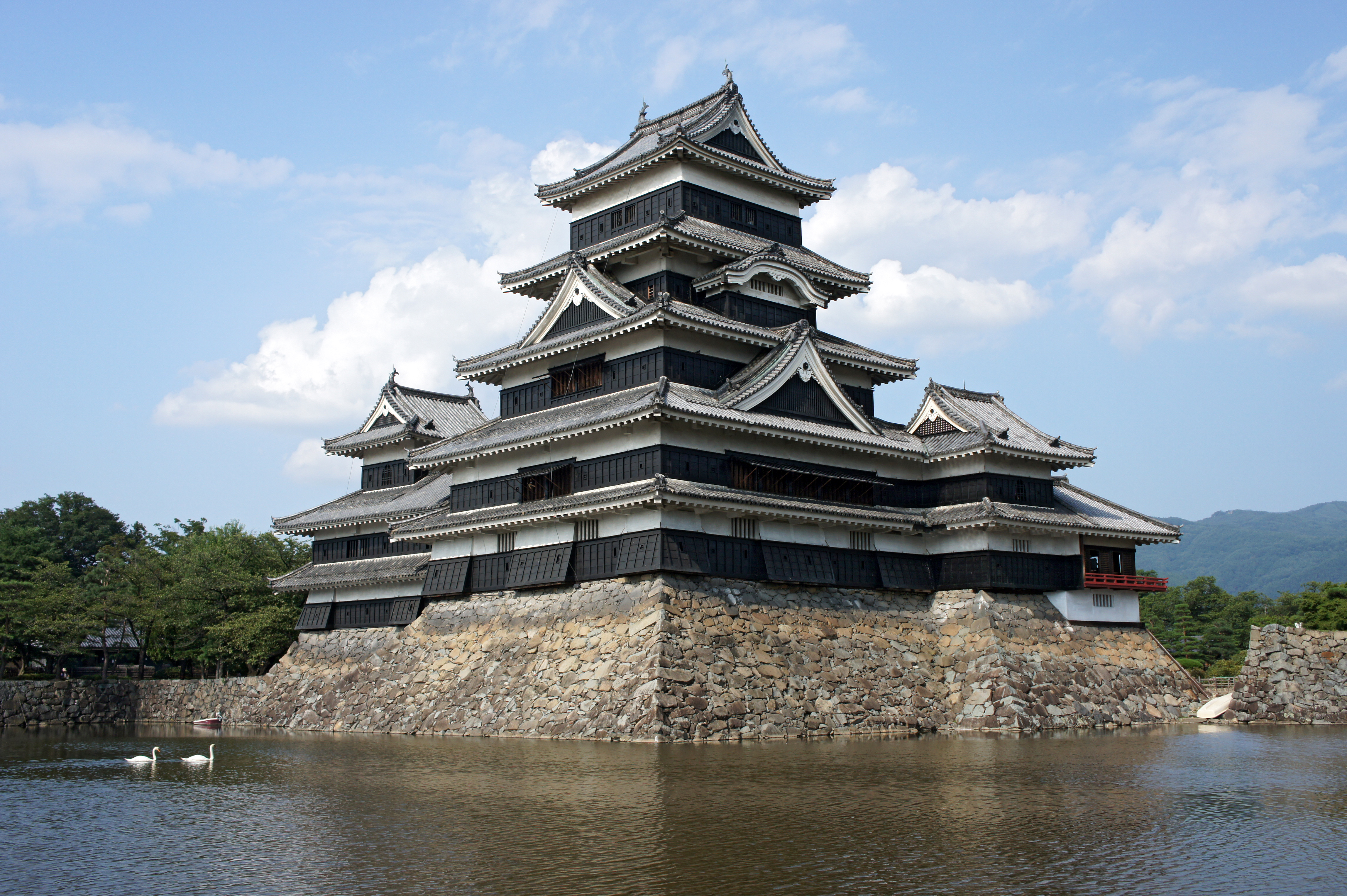
Замок Мацумото — національний скарб Японії, один із небагатьох зразків архітектури культури Момояма.

Культура Момояма (яп. 桃山文化, ももやまぶんか, «культура Персикової Гори») — термін, яким позначають японську культуру кінця 16 століття　—　початку 17 століття. Відповідає кінцю періоду періоду Сенґоку, добі об'єднання Японії під проводом Оди Нобунаґи, Тойотомі Хідейосі і Токуґави Іеясу.
Названа на честь «Персикової гори» — містечка Момояма, де Тойотомі Хідейосі мав власну резиденцію у замку Фусімі.
Характерними рисами культури є:
- поширення християнства, вплив єзуїтів і європейської культури.
  - споруджено церкви і семінарії в Кіото, Адзуті, Фунаї
  - поява друкарства західного типу.
  - укладання перших японських словників європейськими мовами.
- поява великих кам'яних замків
  - споруджено замок Адзуті.
  - споруджено замок Осака.
  - споруджено замок Фусімі.
  - споруджено замок Хіросіма.
  - споруджено замок Хімедзі.
  - споруджено замок Едо.
  - споруджено замок Кумамото.
  - споруджено замок Мацумото.
- поява пишних і величних палаців і монастирів.
  - споруджено палац Дзюракудай.
- бурхлива діяльність художньої школи Кано.
- поява жанру побутових картин.
- поява дзьорурі та танцю кабукі.